# Efstathios Aloneftis
Efstathios (ou Stathis) Aloneftis (Nicósia, 29 de março de 1983) é um futebolista cipriota, atualmente está sem clube.